# Ring (Biel)

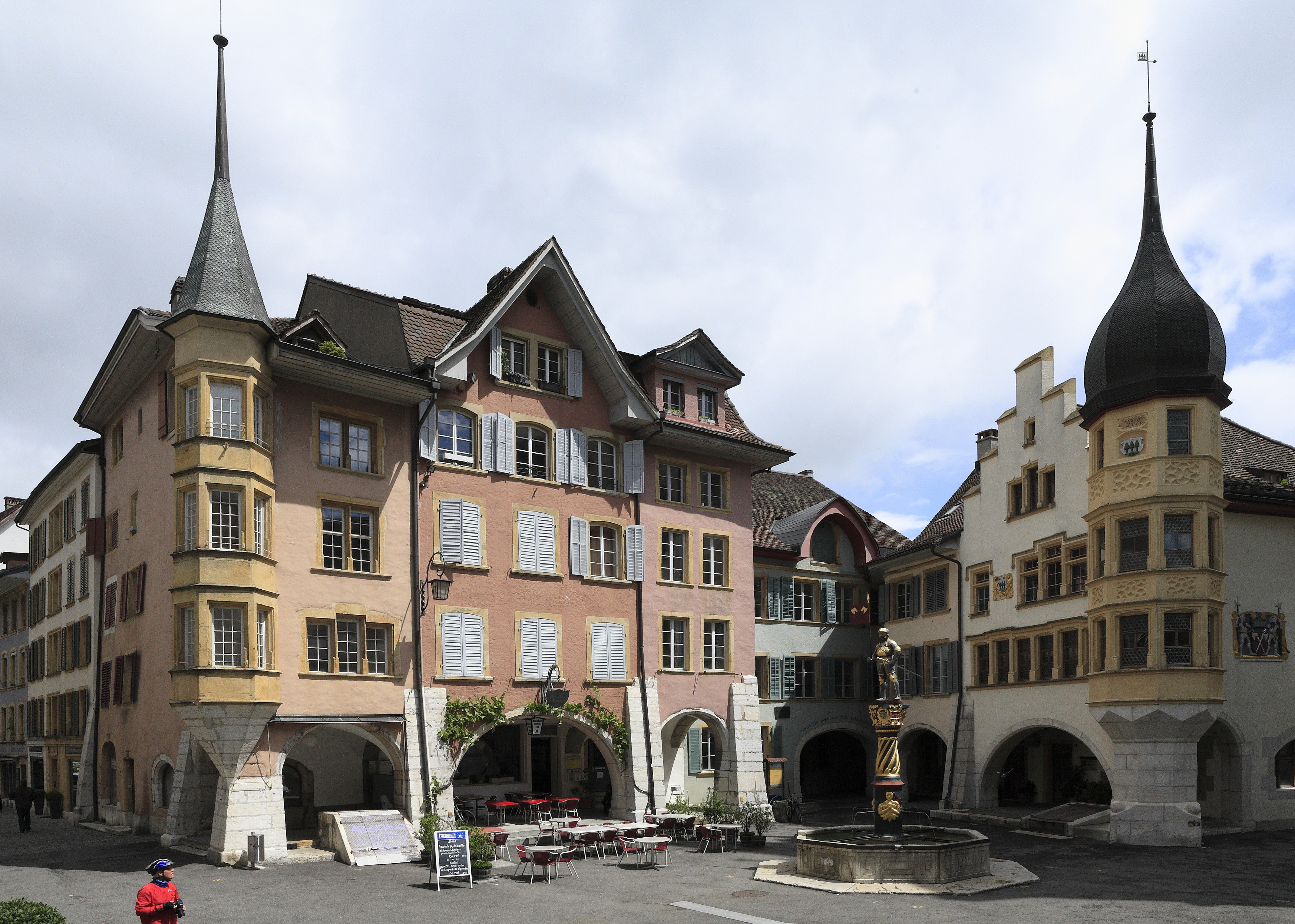
Ring mit Vennerbrunnen und Zunfthaus zu Waldleuten

Der Ring in Biel/Bienne im Kanton Bern in der Schweiz ist ein mittelalterlicher Platz in der Altstadt. Die Stadtkirche, der Vennerbrunnen, viele ehemalige Zunfthäuser sowie die Laubenbogen prägen sein Bild. Er bietet bei Stadtfesten eine gute Akustik.

## Lage
Der Ring bildet noch heute den Mittelpunkt der Bieler Altstadt. Hier münden Obergässli, Untergässli, Kirchgässli und Obergasse ein. Im Grundriss bildet er ein Trapez.

## Geschichte
Vermutlich war der heutige Ring schon während der Besiedlung vor der Stadtgründung ein Ort zum Handeln. Die erste Stadtanlage bestand aus einem Häuserkranz und einer Kirche um den Ring herum. Der Aussenbereich an der Kirche war ein Friedhof. Die erste Stadtmauer hatte wohl vier Tore. Die Mauer konnte durch archäologische Grabungen im Bereich des Grundstücks Obergasse 4 nachgewiesen werden. Die «Brunnquelle», später «Römerquelle» genannt, versorgte die Stadt mit Trinkwasser und bildete im Nordosten einen Graben. Das erste Rathaus der Stadt stand auf dem Grundstück der heutigen Alten Krone am Ausgang des Rings.
Archäologische Grabungen in vergleichbaren Städten ergaben Befunde von einfachen, zweigeschossigen Häusern als Holzständerbauten. Sie verfügten über wenige Räume, manche Häuser nur über einen Raum. Im Erdgeschoss bildete eine offene Feuerstelle das Zentrum des Hauses. Der Rauch zog über das Obergeschoss und das Dach nach draussen. Die Fensteröffnungen waren manchmal mit Holzklappläden ausgestattet, der Wind wurde über Tierhäute oder durch in Öl getränkte Tücher abgehalten. Im 13. Jahrhundert gibt es vereinzelte Steinbauten. Auch Kachelöfen wurden jetzt verwendet. Adlige lebten in mehrgeschossigen Wohntürmen. In diesen Steinhäusern gab es die ersten Butzenscheiben und Rautengläser. So ähnlich dürfte auch die Bebauung um den «Ring» herum ausgesehen haben. Wasser lieferte die «Brunnquelle», die in einer Leitung aus Holzröhren gefasst war und einen Brunnen auf dem Ring speiste.
Im Jahr 1230 wurde der Markt auf dem Ring erstmalig urkundlich erwähnt, 1235 die Kornmasse. Der Weinanbau war neben dem Fischfang das wirtschaftliche Standbein der Stadt. Ackerbau und Viehzucht wurden zur Eigenversorgung betrieben. Auch regionale Handwerker siedelten sich an. Die Ritter von Biel wurden als Stadtbewohner in Urkunden erwähnt, weiter Geistliche und 1260 auch ein Schulmeister. In einem Burgrechtsvertrag von 1251 erscheint erstmals die Bieler Burgerschaft als handelndes Organ. 1252 wurde der Rat erstmals erwähnt, spätestens 1255 gab es ein Siegel. Noch vor 1300 wurde die Kernstadt zu klein und jenseits einer Brücke über die noch offene «Brunnquelle» entstand ab 1295 die erste Stadterweiterung (Bereich «Ober- und Untergasse»). Vermutlich schlossen sich auch in Biel die Handwerker kurz nach 1300 zu Zünften zusammen. Aus der Gesellschaft zu Pfistern hat sich die älteste Handwerkerordnung erhalten (zweite Hälfte des 14. Jahrhunderts).
Aus Konflikten zwischen dem Fürstbischof und dem Bündnis der Bieler mit Bern entwickelte sich eine Fehde, in deren Verlauf sowohl die fürstbischöfliche Burg als auch die vielen Holzbauten in der Stadt in Flammen aufgingen (1367). Die Schäden müssen enorm gewesen sein. Viele Menschen verliessen den Ort und die wenigen, die blieben, lebten in Hütten. Der Wiederaufbau erfolgte anfangs schleppend. Er orientierte sich an der vorherigen Stadtstruktur. Nur die Burg wurde nicht wieder erneuert. Die Bieler nutzten die Steine zur Reparatur der Stadtbefestigung und Errichtung der Häuser. Zuerst taten sie dies widerrechtlich, ab 1405 mit Erlaubnis des Bischofs. Vermutlich ab dem 14. oder 15. Jahrhundert schuf der Rat finanzielle Anreize, um brandgefährdete Holzhäuser durch Steinbauten zu ersetzen.
Der «Ring» wurde ab 1541 umfassend umgestaltet. Der Friedhof an der Kirche wurde aufgegeben und Begräbnisse vor den Toren der Stadt vorgenommen. 1544 wurde der ummauerte Kirchbezirk mit den ehemaligen Priesterhäusern aufgehoben und zu einem Pfarrhaus (Ring 4, Umbau 1549 durch Baumeister und Steinmetz Michel Wumard) und einem Schulhaus umgenutzt (Ring 6). Der Platz wurde gepflastert. 1546 wurde der bisherige Holzbrunnen durch einen Steintrog mit verzierter Brunnensäule aus Stein ersetzt. Michel Wumard schuf 1557 den Venner auf dem Brunnen. Er vergrösserte nach 1561 ebenfalls das Zunfthaus zu Waldleuten (Ring 8) und schuf eine Laube, vermutlich gleichzeitig mit der Vergrösserung des benachbarten Gebäudes Ring 10. Der von ihm angebaute Erker wurde 1611 aufgestockt. Nachfolgend wurden um den Ring herum weitere Laubengänge errichtet. Damit wurde der Platz kleiner, die Erdgeschossfläche wurde aber weiter öffentlich als Verkaufsflächen genutzt. Der ganze Ring wurde wohl geebnet. Deshalb liegen die bergseitigen Lauben höher.
Im 18. Jahrhundert wurden viele Gebäude am Ring im Zeitgeschmack barockisierend umgestaltet. In dieser Zeit verkauften die Gesellschaften ihre Zunfthäuser am Ring. Die Zunft zu Waldleuten wechselte an die Obergasse, die Zunft zu Pfistern und die Zunft zum Pfauen veräusserten die Häuser und hielten nur noch die Zunftlokale. Um 1900 gestaltete man einige Gebäude in Biel, so auch am Ring, im neugotischen Stil. Im Rahmen der Altstadtsanierung in den 1930er Jahren wurden die Fassaden in bunten Tönen angelegt.
Die mittelalterliche Häuserkulisse wird für Veranstaltungen genutzt. Beispiele sind der «Pod Ring» (Kulturfestival), der «First Friday» (Altstadtbelebung), Kinderfeste, Flohmärkte und der Koffermarkt.

Ring
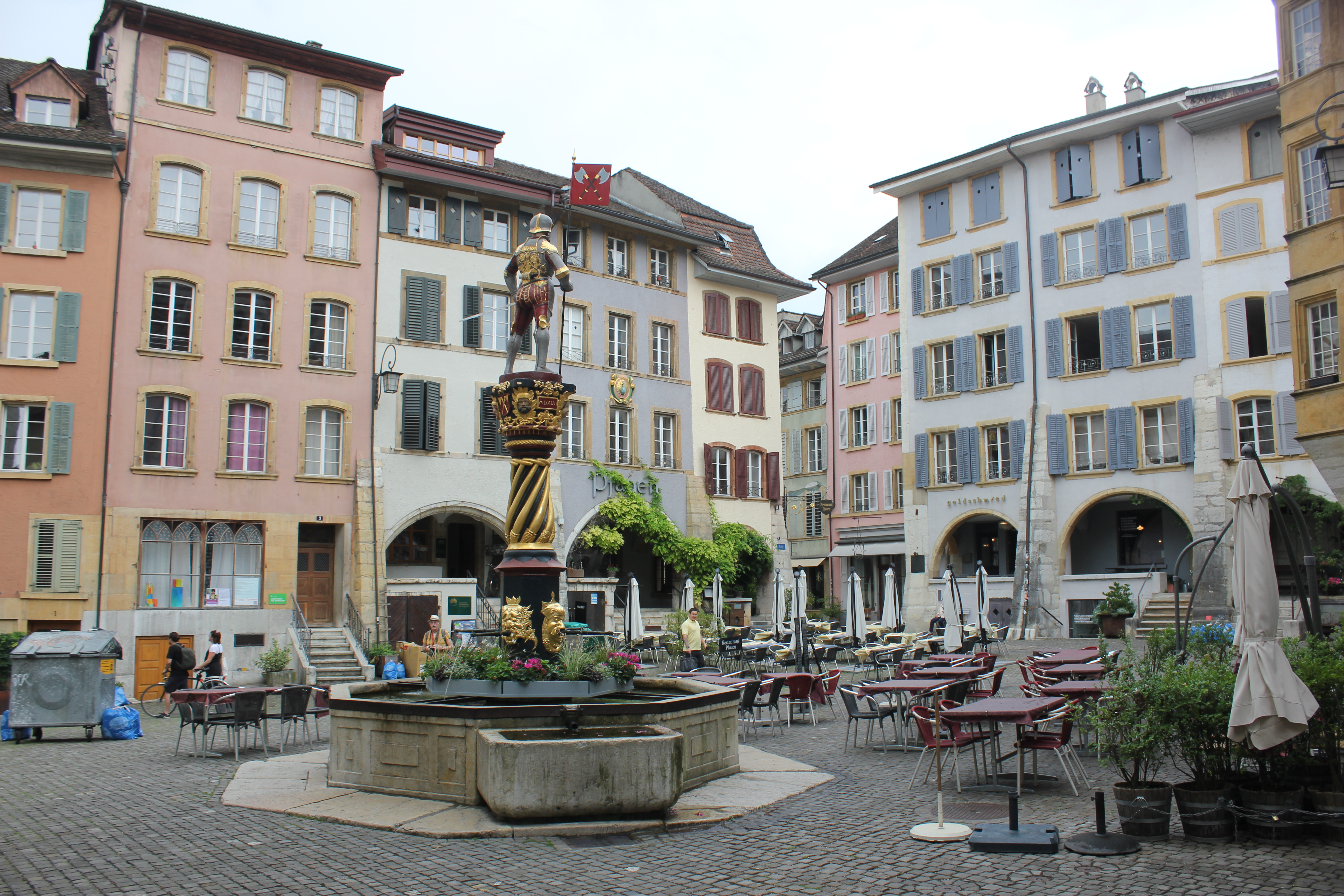
Ring 3, 5, 7, Obergässli 12, Ring 11
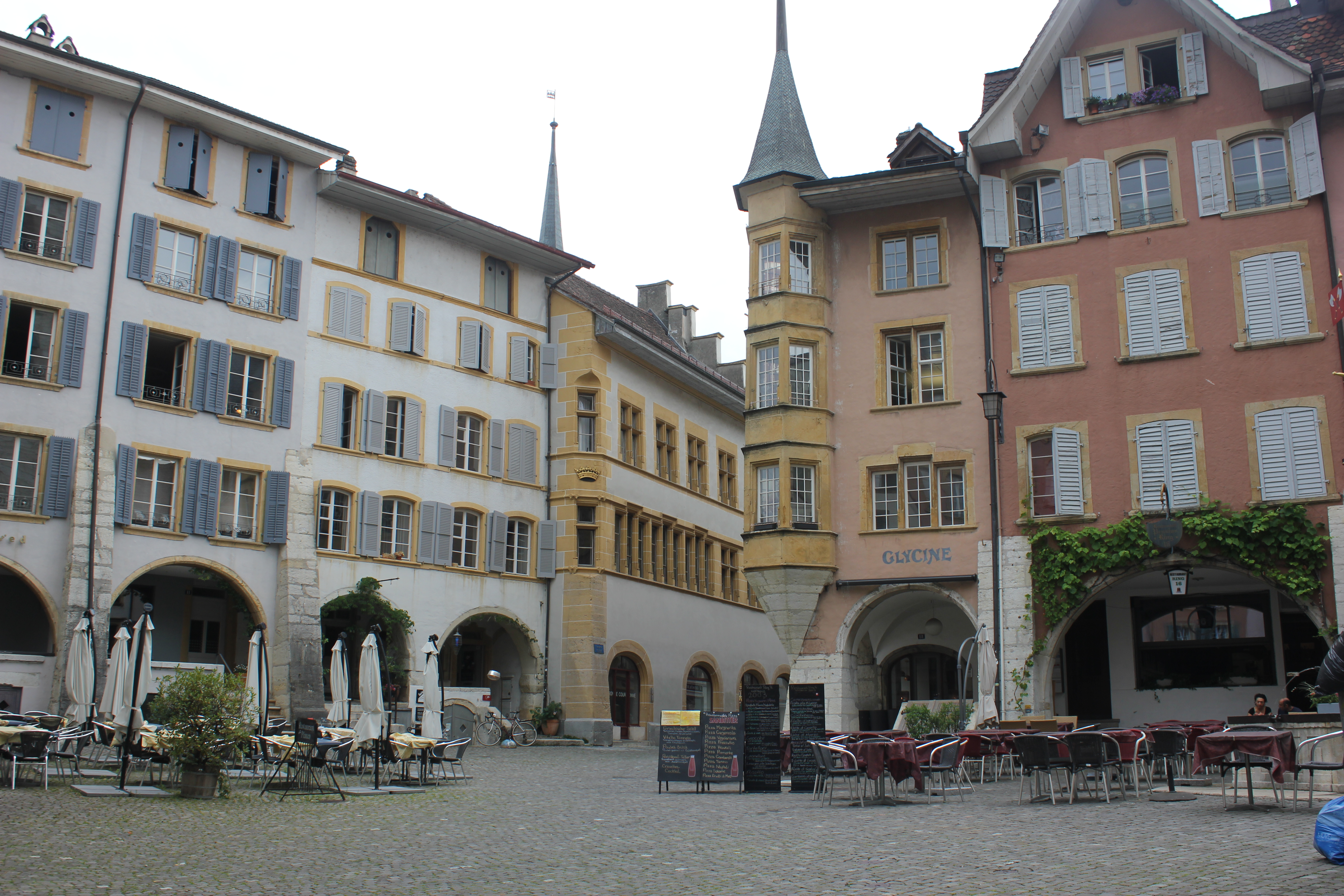
Ring 11, 13, Alte Krone, Ring 18, 16
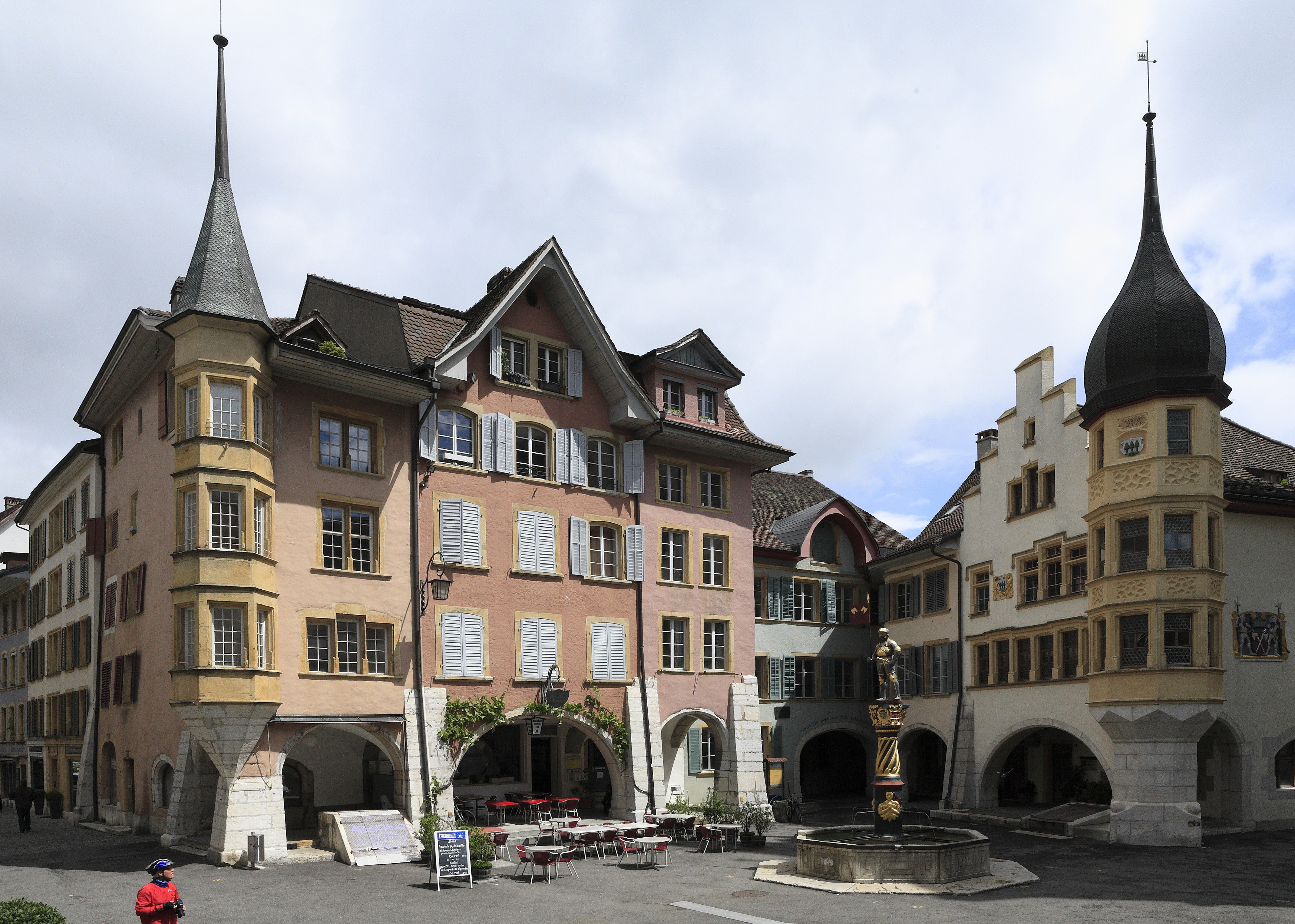
Ring 18 bis 8
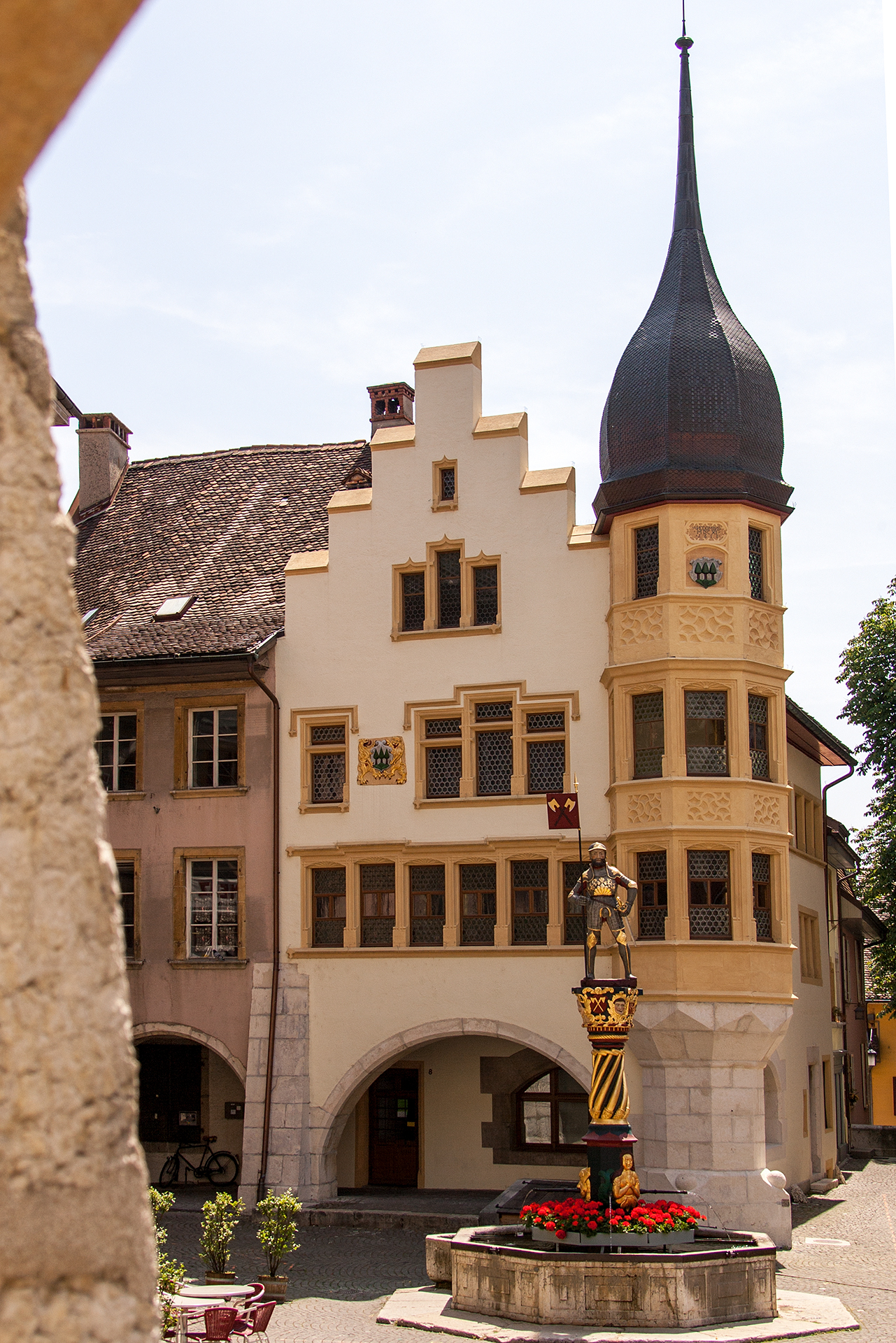
Zunfthaus zu Waldleuten, Ring 8
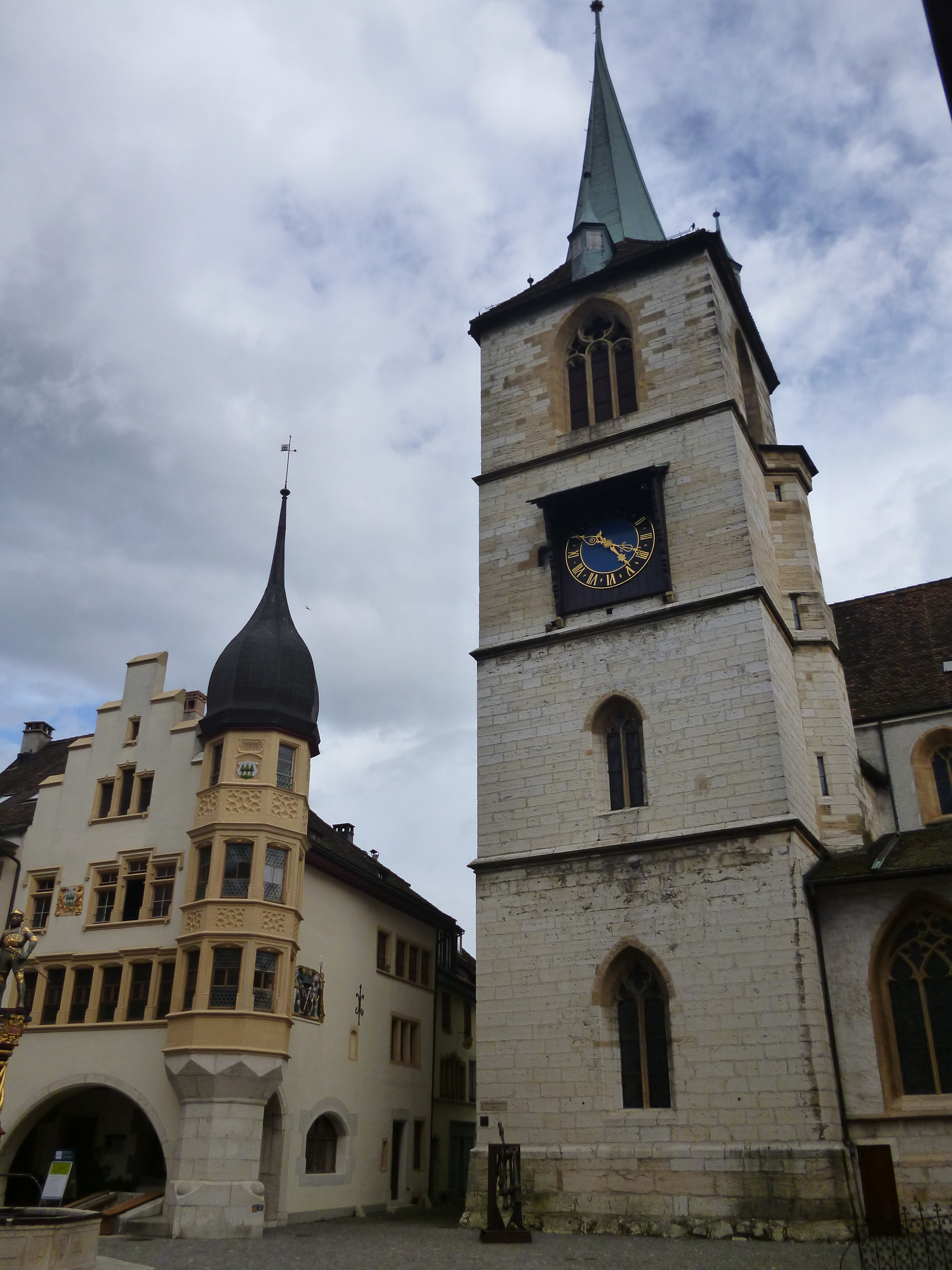
Stadtkirche Ring 2
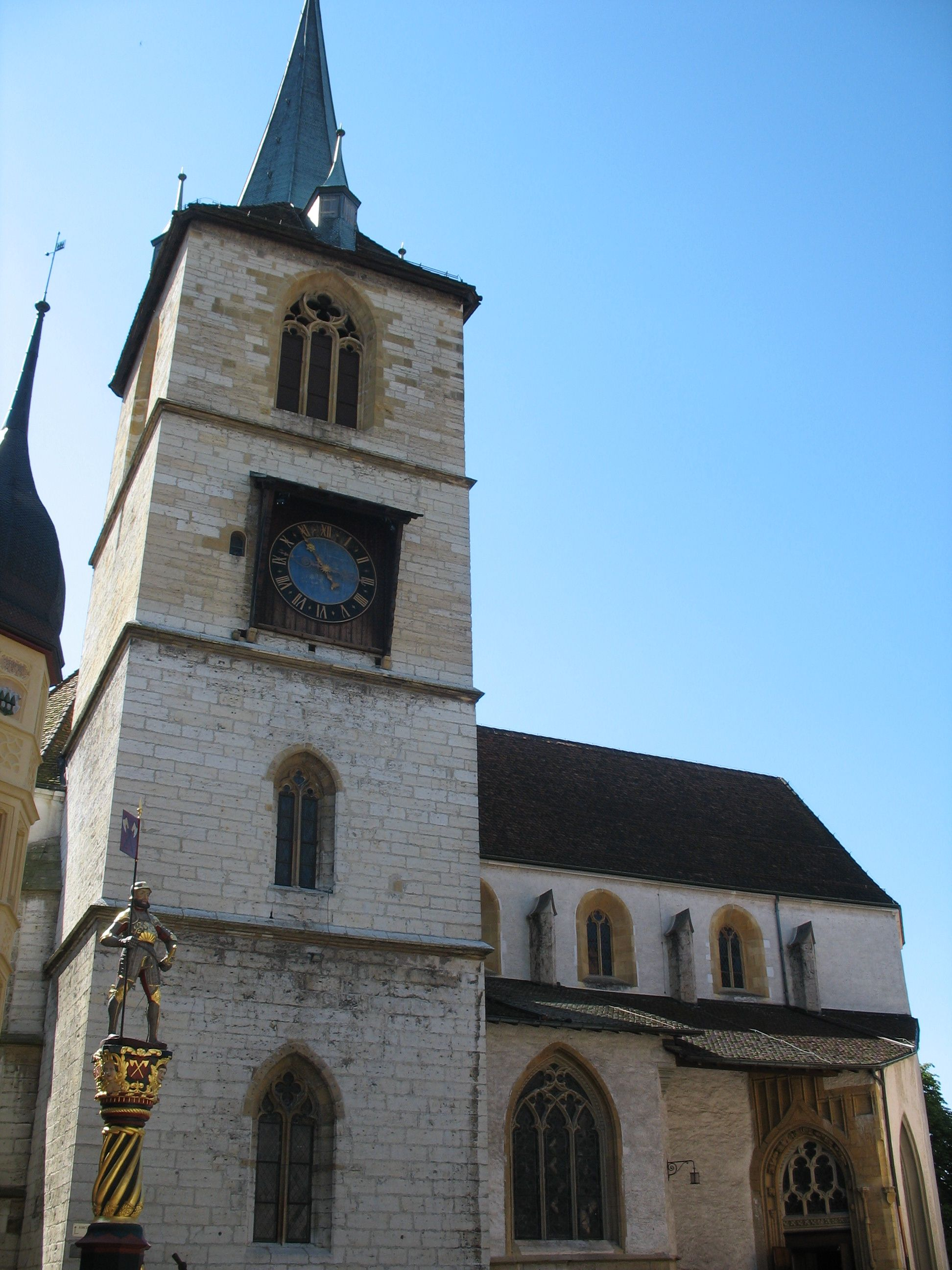
Stadtkirche Ring 2
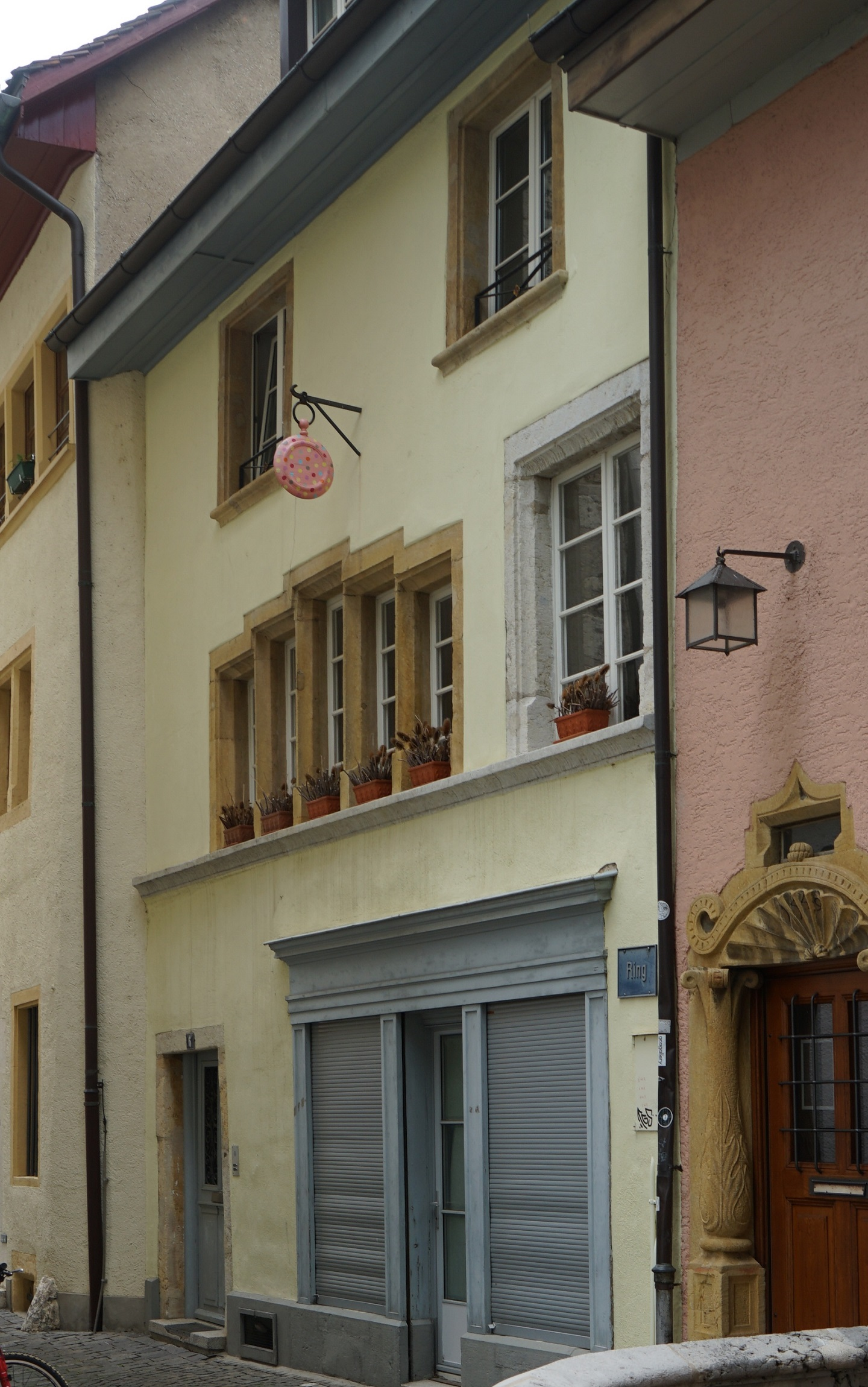
Ehemalige Mädchenschule, Ring 6, Portal Ring 4

## Beschreibung

### 47.1415337.24631Ring 1, Wohnhaus (um 1627)
Das schmale Wohnhaus wurde unter Verwendung älterer Bauteile errichtet und verfügte ehemals über einen erdgeschossigen Laubengang, der im Jahr 1860 unter Verwendung von Hauterivestein geschlossen wurde. Diese Umgestaltung mit Laden für den Käsehändler Johann Bucher umfasste neben der gesamten Fassade auch das Dach, die Treppe und die Innenräume mit ihren Wand- und Deckenvertäfelungen. Auch die Haustür stammt wohl aus dieser Zeit. Als «qualitätvoller Zeuge der Vergangenheit u. wichtiges Element innerhalb der intakten Bebauung am Ring» wurde das Gebäude durch die Regierungsratsbeschluss «RRB 3842» vom 1. September 1987 geschützt und 2003 rechtswirksam im Bauinventar des Kantons als «schützenswert» verzeichnet.

### 47.1414597.246518Ring 2, Reformierte Stadtkirche
Die Bieler Stadtkirche, die dem heiligen Benedikt von Nursia geweiht war, wurde 1228 im Lausanner Kartular erwähnt. Der heutige, spätgotische Bau wurde 84 Jahre nach dem Brand des Jahres 1367 begonnen. Die Bauarbeiten wurden ab 1451 von Werkmeister Wenzlin († 1465) geleitet und 1470 von einem zweiten Meister vollendet. Mauern und Spolien eines romanischen und eines gotischen Vorgängerbaus sind dokumentiert. Unter dem Chor befinden sich noch Mauerreste der ehemaligen Sakristei.

### 47.1415987.246267Ring 3, Wohnhaus (um 1750)
Der ursprünglich wohl spätgotische Bau verfügt zum Platz über eine vom Barock geprägte Fassade mit Stichbogenfenstern und Wulstprofilgesimsen aus der Zeit um 1750. Der Sockel wurde um 1840 erneuert. Ein flaches Geschossgesims trennt die älteren Teile von der im Stil angepassten Aufstockung im 19. Jahrhundert. Aus dem Umbau im Stil des Biedermeier um 1840 stammen die Türgitter und die Sprossen der Ladenfenster. Die Hoffassade ist einfach gestaltet. Die innere Spindeltreppe entstand 1676. Als «qualitätvoller Bau» und als «wichtiges Element» innerhalb des Ringes wurde das Wohnhaus als «schützenswert» eingestuft und 2003 rechtswirksam in das Bauinventar der Denkmalpflege des Kantons Bern aufgenommen.
Die erste französische Schule der Stadt Biel befand sich um das Jahr 1845 im Gebäude.

### 47.141487.246926Ring 4, Kirchgemeindehaus (1942)

Pfarrhaus im Hintergrund und Kirche (1824)

Bei der Baumassnahme der 1940er Jahre am Eckhaus zur Untergasse, entworfen durch den Architekten Eduard Lanz, wurde vorhandene Bausubstanz mitgenutzt. Werkmeister Michael Wumard war an der Erbauung der älteren Baubestände beteiligt. Die schlichte Vorderfassade wurde um 1900 aufgestockt und mit einer Laube versehen. Ein manieristisches Portal mit Pflanzensäulen und einer Fächerrosette im Rundgiebelfeld (1549) befinden sich auf der Westseite. Trotz der Veränderungen im Inneren und Äusseren beurteilte die Denkmalpflege des Kantons Bern das Gebäude als «schützenswert» und «wesentlichen Bestandteil des einheitlichen Gassenzuges» und stellte es unter Schutz.
Das Gebäude an der steilen Treppe zur Kirchterrasse war die frühere Amtswohnung der ersten deutschen Pfarrei. Heute ist sie das Gemeindehaus der Reformierten Kirchengemeinde.

### 47.1416317.246246Ring 5, Ehemaliges Sässhaus der Familie Scholl (spätmittelalterlich)
Das im Ursprung spätmittelalterliche Gebäude zeigt Spuren verschiedener Umbauphasen. Die einfache Putzfassade ruht auf einen um das Jahr 1600 entstandenen Laubenbogen. In der Laube gibt es ein Kreuzgratgewölbe. Stützpfeiler fassen das Kellergeschoss und die Hochparterre-Ebene ein. Im Obergeschoss befinden sich barocke Fenster mit durch flache Bänder verbundene Wulstprofilgesimse. Über dem Eingang gibt es einen spätgotisch gestalteten Sturz und eine Tür im Stil des Biedermeier. Als Teil der Platzanlage steht das Gebäude unter Denkmalschutz.

### 47.1416817.246196Ring 7, ehemaliges Zunfthaus zum Pfauen

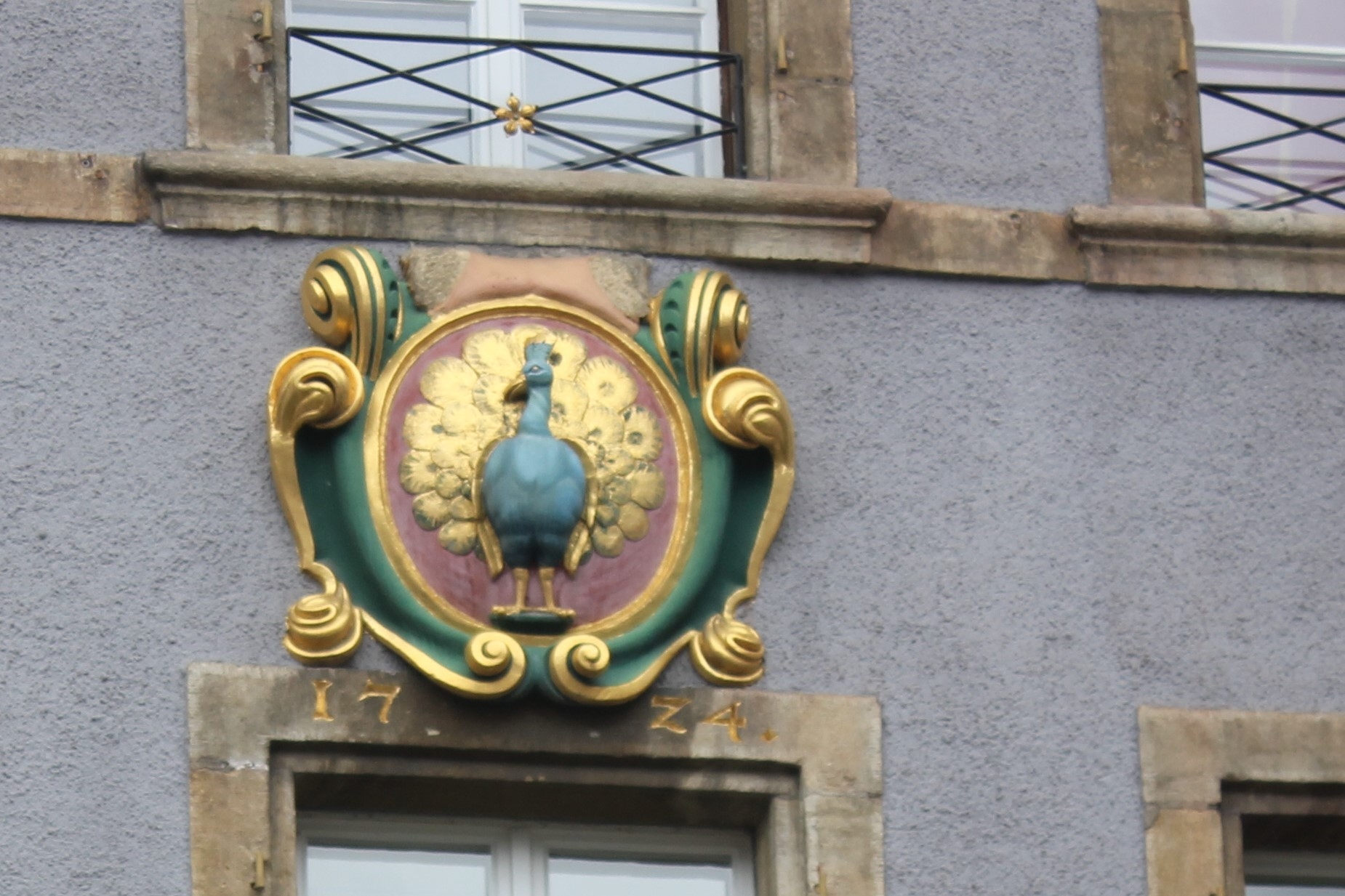
Zunft zum Pfauen, Zunftschild

Das Altstadthaus, noch mit Baubestand aus der Spätgotik, wurde 1450 zuerst erwähnt. Damals kaufte die Zunft zu Pfistern ein Gebäude in der Nähe der Pfauenzunft. Der Grundriss des Hauses ist L-förmig mit der Schauseite zum Ring und einer schlichten Fassade mit kräftigen Fenstergesimsen aus dem 19. Jahrhundert am Obergässli 10. Der spätgotische Laubenbogen Ring Nr. 7 ist im Hochparterre angeordnet und von Stützpfeilern flankiert. Die Laube hat ein Kreuzgratgewölbe. Das Medaillon mit Pfauenfigur wurde 1724 im 2. Obergeschoss zusammen mit der barocken Erneuerung der Fassade ausgeführt. Zwischen den Fenstergesimsen der Fassade wurden flache Bänder angeordnet. Die Fenstergitter stammen aus der Zeit des Biedermeier. Bei Baumassnahmen im Jahr 1832 wurde das Eckhaus Obergässli 12 bis auf die Fassadenflucht des Zunfthauses im Ring vorgebaut. Das Erdgeschoss des Eckhauses wurde mit den erdgeschossigen Räumen im Ring 7 zusammengelegt. 
Aus finanziellen Gründen veräusserte die Zunft ihr Haus 1752. Jedoch behielten sie den Zunftsaal im 1. Obergeschoss. Heute beherbergt das Haus ein Restaurant und darüber Wohnungen. Das historisch und architektonisch interessante Haus steht unter Denkmalschutz.
Eine Abdeckplatte des Zugangs zum Weinkeller unter dem Laubengang wurde aus einer Grabplatte hergestellt. Es ist die einzige, noch erhaltene Grabplatte aus der Stadtkirche.

### 47.1416987.246133Obergässli 12, Eckhaus Ring
Das Wohnhaus ist mit dem Restaurant zum Pfauen zusammengeschlossen. Es verfügt über ein Mansarddach und eine schmale Fassade mit spätgotischer Laube sowie Stützpfeilern im Erdgeschoss am Ring. Das Fenstergitter kommt aus der Zeit des Biedermeier. Im Obergässli wird die Fassade von einem hohen Stützpfeiler bestimmt. Die Fenster sind unregelmässig gruppiert. Das Türgewände ist spätgotisch. Das Wirtshausschild aus Schmiedeeisen bildet einen Pfau ab. Das Haus steht als wichtiger Eckbau am Ring sowie als Abschluss des Obergässlis unter Denkmalschutz.

### Ring 8, ehemaliges Zunfthaus zu Waldleuten

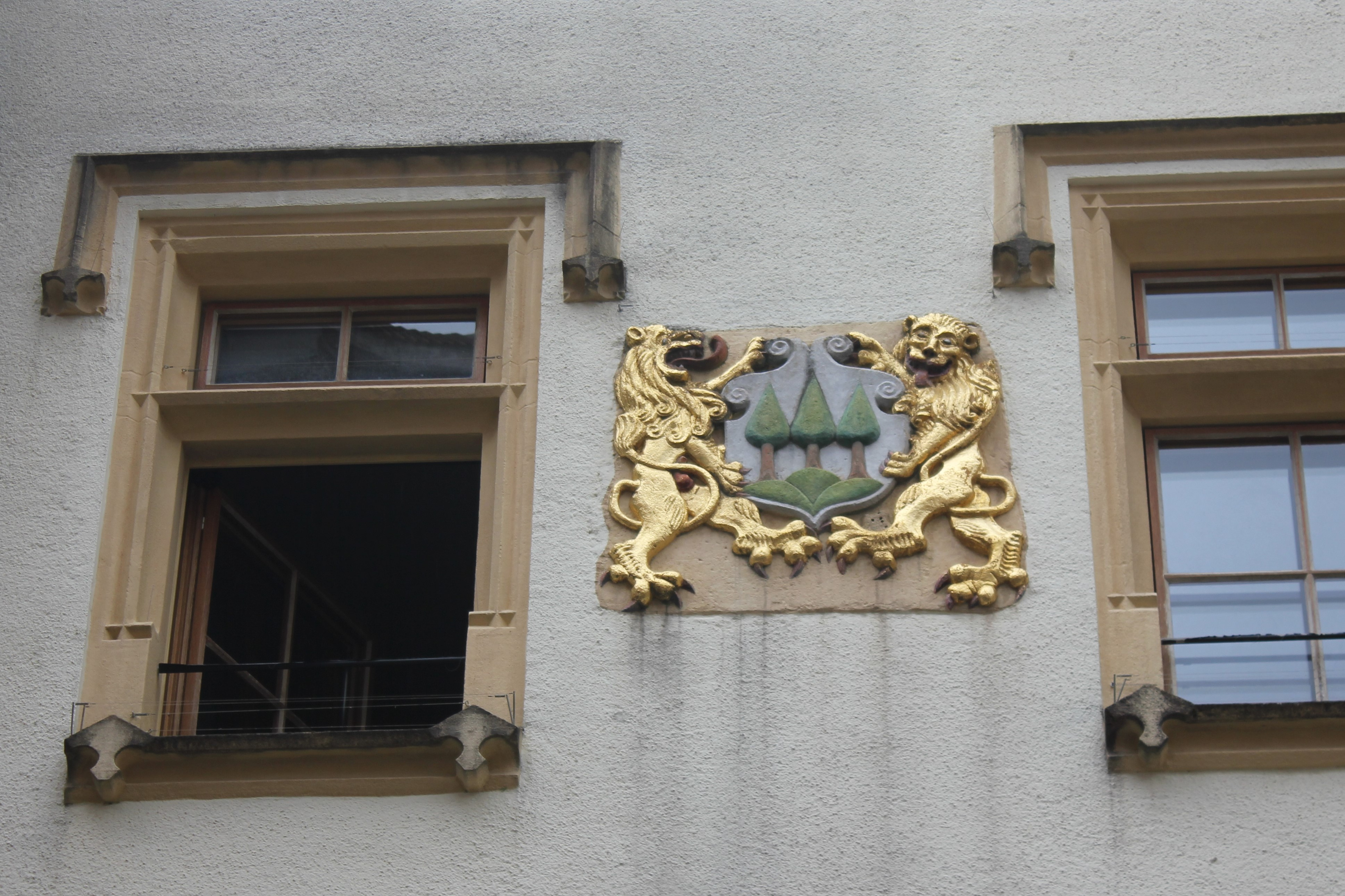
Gesellschaft zum Wald, Zunftschild

### 47.1416817.246746Ring 10, Wohnhaus (1764)
Für den Stadtschreiber Johann Heinrich Bloesch wurde das ehemals spätmittelalterliche Wohnhaus im barockisierend umgebaut. Im Erdgeschoss befinden sich Laubenbogen und massige Stützpfeiler. Die hohen Rechteckfenster in den Obergeschossen sind mit Hauterivestein gefasst. Ein feines Kranzgesims und eine schön gestaltete Haustür zieren die schlichte, abgewinkelte Putzfassade. Als «qualitätvolles Wohnhaus des 18. Jahrhunderts» sowie «wesentlicher Bestandteil» des Rings steht das Gebäude unter Denkmalschutz, geschützt durch Vertrag vom 7. Mai 2007.

### 47.14187.246242Ring 11, Wohnhaus (um 1750), ehemaliges Zunfthaus zu Pfistern
Um das Jahr 1750 wurden zwei ehemals spätmittelalterliche Bauten zusammengefasst, aufgestockt und mit einer neuen, einheitlichen Fassade versehen. Das Erdgeschoss liegt im Vergleich zum Platz erhöht. Dort liegen ein spätgotischer Laubenbogen und kräftige Stützpfeiler. Im Durchgang zum Hof ist ein um 1700 entstandener Eingang mit Rundbogen erhalten. An der Ostseite befindet sich ein spätgotisches Fenstergewände. Die Obergeschosse verfügen über barocke Wulstprofilgesimse.
Ursprünglich gehörte der Zunft zu Pfistern der östliche Teil des Hauses im Ring Nr. 11. Als Mitte des 18. Jahrhunderts das Gebäude verkauft wurde, konnte der Zunftsaal im 1. Obergeschoss gehalten werden. 
Oftmals wird das Zunfthaus zu Pfistern auch der Adresse Untergässli 4 zugeordnet. Dort befand es sich aber nie. Vielmehr wechselte das Wirtepaar aus dem Ring 11 zuerst zu einer Gastwirtschaft im Pasquart und dann an das Untergässli 4. Dort wurde bei der Altstadtinstandsetzung 1935 ein Schild «zu Pfistern» montiert.
An der Fassade des Hauses Ring 11 gedenkt der «Bieler Altstadtleist» seinem Gründer Eduard Amsler (1882–1937). Er war von 1915 bis zum Tod ihr erster Präsident.

### 47.1417447.246704Ring 12, Wohnhaus (1832)
Die verschiedenen Rahmungen der Fenster weisen auf den Ursprung als zwei getrennte, wohl spätmittelalterliche Gebäude hin. Sie wurden nach 1832 vereinheitlicht. Im Jahr 1857 wurde der zierliche Aufzuggiebel errichtet. Im gleichen Jahr gab es umfangreiche Umbauten im Inneren. Die städtische Musikschule zog 1943, nach weiteren Umbauten, in das Haus ein.
Im Südteil gibt es ein um 1600 entstandenes Türgewände und einen spätgotischen Laubenbogen. Die Haustür ist auffallend breit. Zur Untergasse gibt es eine Treppe. Der Nordteil ist sehr schlicht. Barocke Gesimse aus dem 18. Jahrhundert laufen über die Fassaden. Das Haus ist gegenüber der Nachbarbebauung zurückversetzt. Als Teil des Gesamtensembles Ring steht es unter Denkmalschutz, geschützt durch Vertrag vom 12. Januar 2006.
Das Haus befand sich ehemals im Eigentum der Familie Göuffi. Mit einer Tafel an der Fassade wird Peter (III, † 1494) seit dem Jahr 1900 gedacht. Peter Göuffi hatte von 1459 bis 1482 das Venneramt inne und führte die Bieler Truppen in der Schlacht bei Murten an.

### 47.1418467.24631Ring 13, Wohnhaus (18. Jh.)
Der interessante Bau bestand aus zwei im Kern spätmittelalterlichen Häusern. Im 18. Jahrhundert wurde die Fassade erneuert und mit durch flache Bänder verbundenen, spätbarocken Stichbogenfenster mit Wulstprofilgesimsen ausgestattet. Zwei ehemalige Aufzugtüren befinden sich im oberen Geschoss. Die stuckverzierte Laube im Erdgeschoss verfügt über eine spätgotische Tür und ebensolche Fenstergewände. Als Objekt von regionaler Bedeutung steht das Gebäude unter Denkmalschutz, geschützt durch Vertrag vom 20. Juni 2020.

### 47.1417477.246618Ring 14, Wohnhaus (16. Jh.)
Das hohe, schmale Altstadthaus mit Putzfassade hat einen Kern aus dem 16. Jahrhundert. Die Rückseite des Hauses liegt am ehemaligen Stadtgraben. Es wurde im Jahr 1601 um den Laubengang erweitert und aufgestockt. Die Laube verfügt über ein Kreuzgratgewölbe, ein spätgotisches Fenster und einen Rundbogeneingang. Umbauten des Hauses erfolgten im 17. und 18. Jahrhundert im Bereich des Gewölbekellers. Um das Jahr 1800 gestaltete man eine neue Fassade mit spätbarocken Wulstprofilgesimsen in den Obergeschossen. Die erwähnenswerte Haustür entstand im Jahr 1840. 1912 brannte das Gebäude. Bei der Instandsetzung errichtete man ein Mansarddach mit Lukarne im Heimatstil. 1984 erfolgte eine Sanierung mit Umbau der Innenbereiche. Das Haus ist «bedeutungsvoll als Einzelobjekt und als Bestandteil des Ensembles Ring» und ein regionales Kulturdenkmal.

### 47.1417817.246542Ring 16, Wohnhaus mit Wirtschaft (um 1600)
Das Altstadthaus mit Gaststätte entstand um 1600 und bekam um 1750 eine neue Fassade mit Quergiebel. Der spätgotische Laubengang ist breit angelegt. Die barocken Stichbogenfenster liegen in einer Fassade mit Besenwurfverputz. Die Rückseite des Hauses ist schlicht und zum ehemaligen Stadtgraben ausgerichtet. Die Gaststätte verfügt über ein als Pfau gestaltetes Wirtshausschild. In den Jahren 1912 und 1913 wurde das Gebäude nach einem Grossbrand in Anlehnung an die frühere Gestaltung für die «Actienbrauerei Basel» wieder aufgebaut. Trotz dieser umfassenden Sanierung handelt es sich bei dem Gebäude um ein unter Denkmalschutz stehendes, wichtiges Element innerhalb des Rings. Es ist geschützt durch Vertrag vom 23. März 2015.

### 47.1418027.246485Ring 18, Obergasse 2, Eckhaus
Das Wohnhaus wurde um das Jahr 1600 erbaut. Vermutlich bestand die Liegenschaft ursprünglich aus zwei Häusern. Die Fenster in der Fassade zur Obergasse sind sehr unregelmässig. Die Fassade am Ring ist schmal. Der Eckerker (Inschrift 1601) ist sehr schlank und erhielt seinen Spitzhelm im Jahr 1900 nach dem Entwurf des Architekten Emanuel Jirka Propper. Die Laube am Ring und der Laden im Erdgeschoss verfügen über ein Kreuzgratgewölbe. Das Erdgeschoss wird durch mehrere Pfeiler gestützt. Im 1. Obergeschoss der Ring-Fassade ist ein spätgotisches Dreierfenster erhalten, während die Fenster in der Obergasse aus verschiedenen Zeiten stammen. Dort gibt es auch eine ehemalige Tür für den Lastenaufzug unter dem Dach. Die Haustür stammt aus dem Jahr 1820. Die Denkmalpflege lobt den «schönen Bau» als «wichtiges Element innerhalb der beeindruckenden Platzanlage». Er ist geschützt durch Regierungsratsbeschluss «RRB 0337» vom 25. Januar 1984.